# 狙撃 THE SHOOTIST
『狙撃 THE SHOOTIST』（そげき ザ・シューティスト）は、1989年8月に東映Vシネマとして発売されたビデオ映画である。
元群馬県警巡査という経歴を持ち、裏社会で殺しを生業とする狙撃手・松下晃二（仲村トオル）の暗躍を描いたハードボイルド作品。後にシリーズ化され、1994年までに全4作品が製作された。第1作は1968年に公開された加山雄三主演の東宝映画『狙撃』のリメイクであり、同作の脚本を手掛けた永原秀一が原案としてクレジットされている。

## キャスト
- 松下晃二：仲村トオル

### 狙撃（1989）
- 片倉：峰岸徹
- 美村：仲谷昇
- 山岸：内田稔
- 花村：青木義朗
- 浜田：成瀬正孝
- 美智子：伊藤加奈子
- 加藤善博
- 榎木兵衛
- 江角英明
- 大林丈史
- 草薙良一
- 友金敏雄
- 芹明香
- 加藤大樹
- 影山英俊
- 吉田淳
- 瀬木一将
- 坂田祥一朗
- 深沢：中条静夫
- 小高章子∶名取裕子

ほか

### 狙撃2（1990）
- 優子：早見優
- 戸浦六宏
- 高橋良一：森次晃嗣
- 茅野佐智恵
- 石井愃一
- 有川博
- 山西道広
- 片桐竜次
- 岸田信行：浜田晃
- 川崎誠：菅田俊
- 高品剛
- 石山雄大
- 小川依子
- 長谷部香苗
- 中島陽典
- 伊藤洋三郎
- 飯島大介
- 坂西良太
- 衣笠健二
- 小沢一義
- 岩崎加根子
- 野口伸広：蟹江敬三

ほか

### 狙撃3（1991）
- 江藤：石原良純
- 有沢妃呂子
- 引田智子
- 塩見三省
- 苅谷俊介
- 北村和夫
- 北村総一朗
- 一色采子

### 狙撃 完結篇（1994）
- 藤井かほり
- 段田安則
- 石橋蓮司
- 上田耕一
- 勝部演之
- 佐原健二
- 神山繁

ほか

## スタッフ
- 監督 - 一倉治雄
- 企画 - 黒澤満
- プロデューサー - 伊藤亮爾（1・2）、紫垣達郎（1）、服部紹男（2・3）、山本勉（4）
- 原案 - 永原秀一（1）
- 脚本 - 岡芳郎、平永司（3）
- 撮影 - 森勝（1・2）、仙元誠三（3・4）
- 照明 - 井上幸男（1・2・4）、渡辺三雄（3）
- 美術 - 小林正義（1・3・4）、大嶋修一（2）
- 録音 - 細井正次（1）、佐藤泰博（2）、曽我薫（3・4）
- 整音 - 小峰信雄（1・2）
- 編集 - 山田真司（1・2）、田中修（3・4）
- 助監督 - 鹿島勤（1）、辻井孝夫（2）、伊藤裕彰（3）、隅田靖（4）
- キャスティング - 飯塚滋
- 記録 - 桑原みどり（1・2・3）、井上かずえ（4）
- 製作担当 - 鎌田賢一、岡英祐（1）、望月政雄（2・4）、坂本忠久（3）
- 音楽 - 大野雄二
- 音楽監督 - 鈴木清司
- 音楽プロデューサー - 高桑忠男
- 音響効果 - 渡部健一（1）、伊藤進一（2）、原尚（3・4）
- ガン・アドバイザー - BIG SHOT
- 特殊メイク - 原口智生（2）
- 技闘 - 高瀬将嗣、森聖二（3）
- 製作協力 - セントラル・アーツ
- 製作 - 東映ビデオ、TBS（2）、スポーツニッポン新聞社（3）

| スタブアイコン | サブスタブ | この項目は、まだ閲覧者の調べものの参照としては役立たない、映画に関連した書きかけの項目です。この項目を加筆・訂正などしてくださる協力者を求めています（P:映画/PJ:映画）。 |